# Maerten Boelema de Stomme
Maerten Boelema de Stomme, baptisé à Leeuwarden le 17 février 1611  et décédé à Haarlem en 1664, est un peintre hollandais de natures mortes de la période de l'Age d'or.
Son surnom de «stupide» fait référence au fait qu'il est sourd et muet, ce qui ne l'empêche pas de signer ses œuvres comme "M.B. le stupide".
Il est élève, à partir de 1642 de Willem Claesz Heda, un maître de la nature morte à Haarlem, mais il meurt très jeune. Étant donné la qualité de ses œuvres, il a probablement été un peintre qualifié dès avant son apprentissage.

## Œuvres
Malgré son décès précoce, en deux ans, de 1642 à 1644, il produisit une vingtaine de natures mortes, y compris des fruits, des «banquets» et des «petits déjeuners».
- Nature morte au citron[1], huile sur bois, 44,8 × 38,9 cm, musée des Beaux-Arts de Reims[2]
- Nature morte à la cruche à tête barbue et coupe de nautile, 1644, huile sur panneau, 73 × 96 cm, musée Old Masters, Bruxelles[3]
- Nature morte à la cruche et aux crevettes, huile sur bois, 55 × 70 cm, musée des Beaux-Arts d'Agen[4]

«
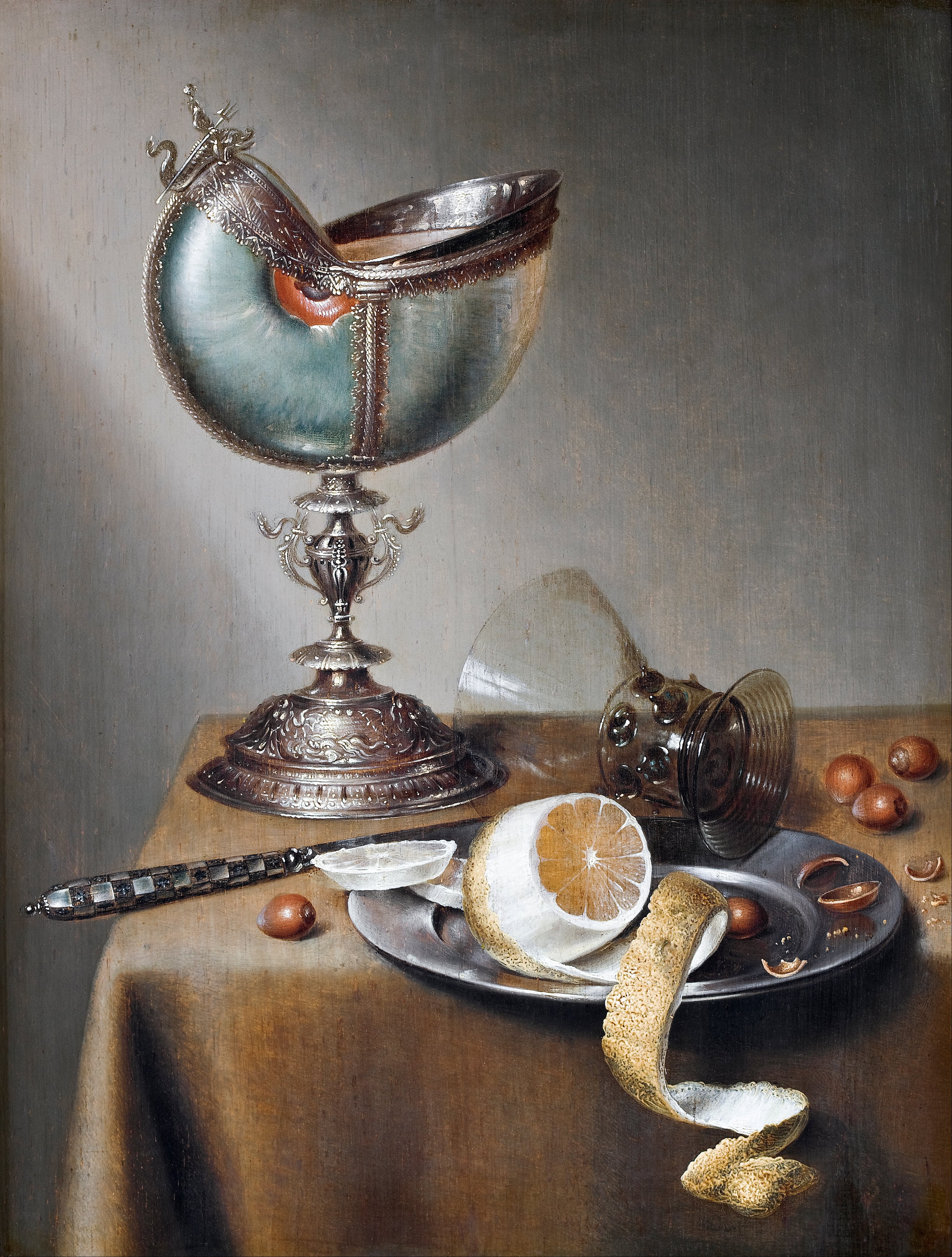
Nature morte au Nautilus, musée Hallwyl, Stockholm.
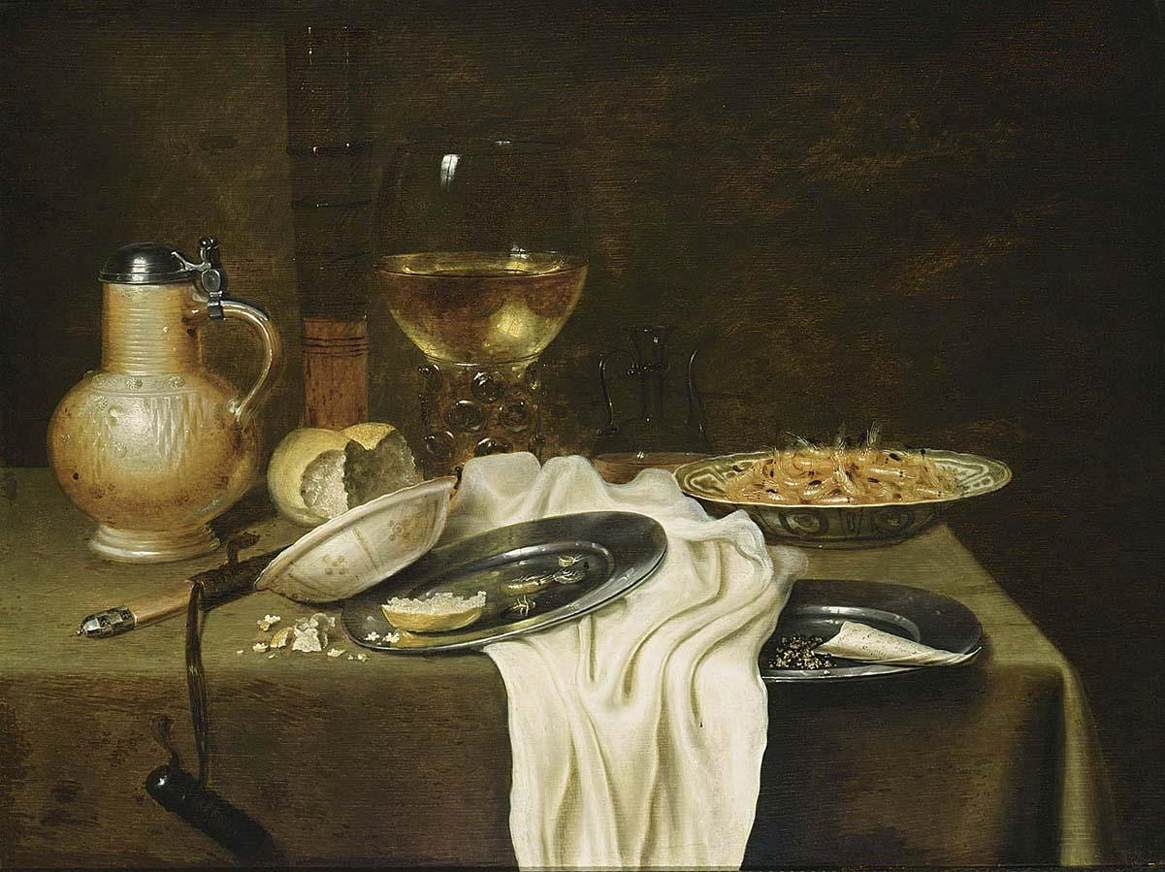
Nature morte, collection particulière.
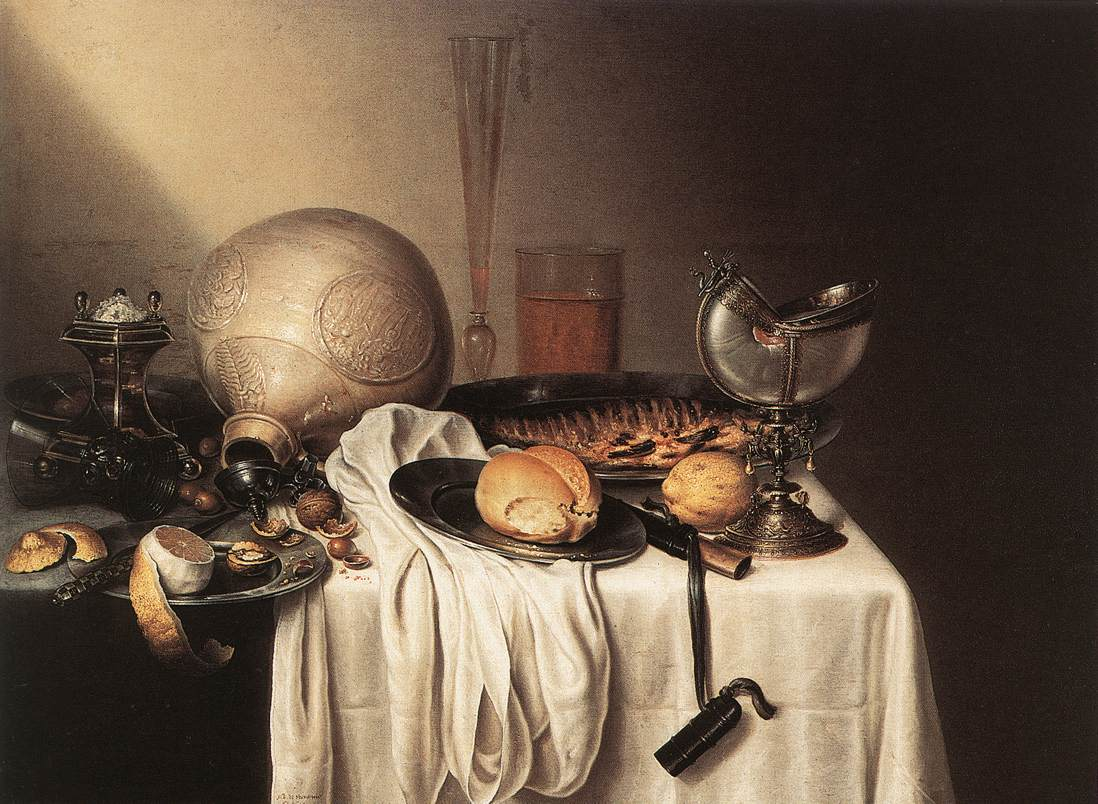
Nature morte avec une cruche et une coupe de coquille de nautile, 1642-1644, Bruxelles.
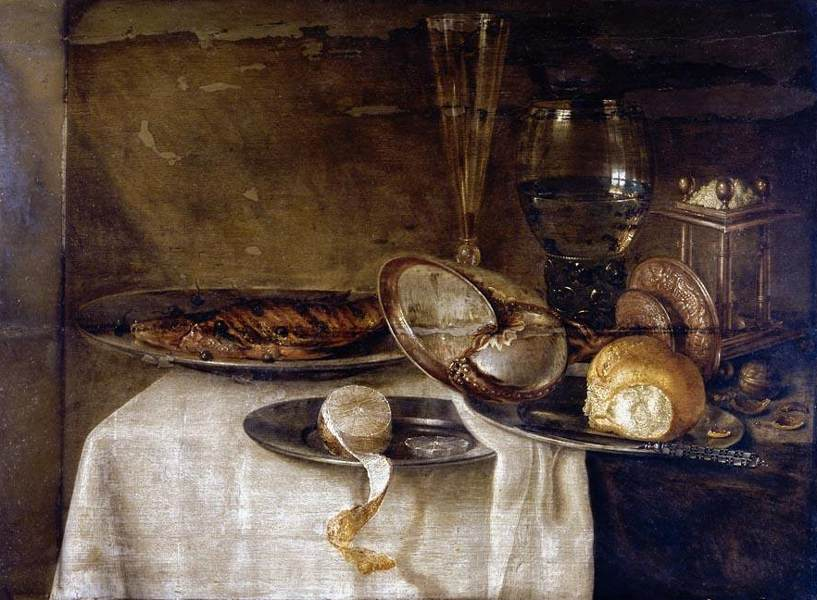
Nature morte, collection privée.
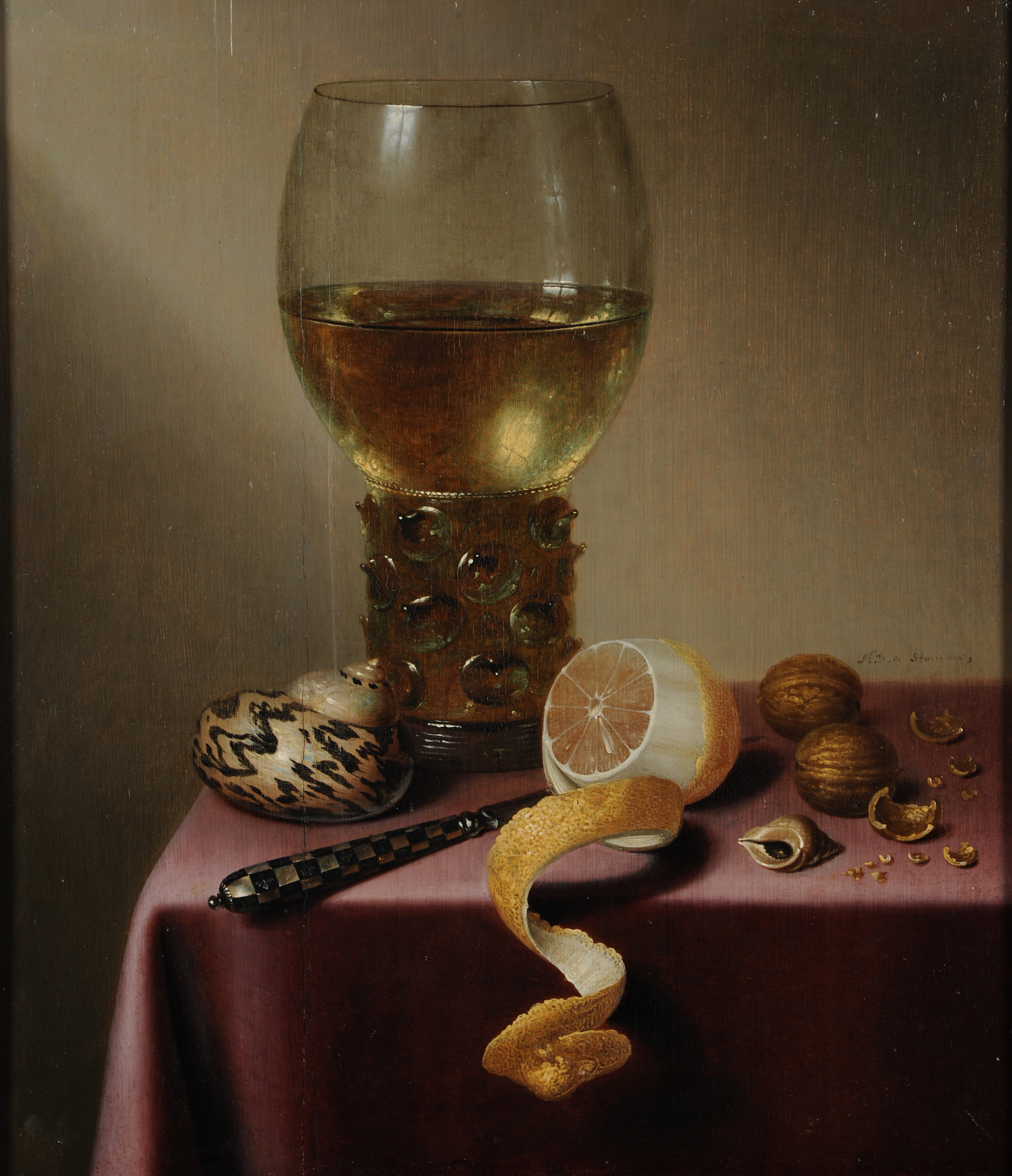
Nature morte au citron[1], musée des Beaux-Arts de Reims